# Чорна Пантера і Білий Медвідь
«Чорна Пантера і Білий Медвідь» — п'єса українського драматурга Володимира Винниченка; написана у 1911 році.

## Ідейно-тематичний зміст
У творі автор намагається художньо розв'язати хворобливі для інтелігента проблеми моралі, норми поведінки, починає боротьбу із його негативними якостями.
Наявні такі конфлікти:
- митець і буденне життя;
- митець і кохання;
- митець і совість.

## Сюжет
Твір складається із чотирьох дій.
Це історія молодої сім'ї: невизнаного генія і його дружини. Вони потрапляють в залежну ситуацію — їхня маленька дитина, Лесик, хворіє, його потрібно вивезти з Парижа. Батько хлопчика, Білий Ведмідь, почав малювати геніальне полотно (свою дружину з дитиною на руках). Тут проявляється егоїстична натура митця, він відмовляється їхати, бо треба закінчити свою роботу. Окрім цього навколо героїв точаться різні інтриги за участю Сніжинки та Мулена.
Рита покидає сім'ю, проте швидко повертається до сина. Кульмінацією п'єси стає момент, коли Сніжинка і Янсон планували позичити сім'ї гроші і відправити матір із дитиною за кордон. Чоловік пропонує жінці віддатися Мулену за гроші, які «вилікують» Лесика.
Змучений хлопчик помирає. Рита не хоче втрачати сім'ю, тому підлаштовується під чоловіка, дозволяє йому докінчити свій шедевр. В кінці твору вона дає Корнію сонних крапель і знищує полотно.

## Персонажі
Автор вводить алегоричні образи двох хижих, сильних звірів — Пантери і Ведмедя. Вони не можуть вжитися між собою і весь час борються. Ця боротьба призводить до тяжких наслідків.

### Корній Каневич (Білий Ведмідь)
«Високий, трохи незграбний, мішкуватий, має довге, пишне, біле волосся, як грива…». Він займає пасивну роль, його майже не хвилює те, що відбувається довкола: ні інтриги, ні здоров'я дитини, ні почуття дружини. Полотно замінило йому цілий світ. Він помічає зміни на обличчі Лесика, і тут же мчить до полотна, щоб внести ці зміни фарбою. Корній впевнений: для того, щоб дати щось сім'ї — сім'я повинна дати щось йому. Для нього важлива душа, вічне, вище, а тіло — це щось зовсім не потрібне. Саме тому він пропонує своїй дружині продаватися за гроші. Він згодний зі своєю матір'ю, яка називає його сина «шматком м'яса». Трагедія цього персонажа полягає в тому, що він забув, що для того, щоб бути митцем і творити вічне — перш за все треба бути людиною, жити на землі.

### Рита Каневич (Чорна Пантера)
«Дуже тонка, гнучка, одягнена в чорне, лице з різкими рисами, розвиненими щелепами, жагуче, майже дике і грубе, але гарне.»
Як і кожна жінка, Рита прагне бачити свою сім'ю щасливою та здоровою. Хворобу сина вона переживає болісно, особливо не отримуючи підтримки чоловіка. У полотні жінка бачить ворога, прагне знищити його. У момент відчаю Рита покидає рідний дім, але невдовзі повертається. Втеча від реальності не вдається. Навіть втративши сина, жінка здається перед амбіціями «генія», щоб не залишитися на самоті. Вона сподівається поступово змінити світогляд митця.

### Сніжинка
Спокусниця, прагне розбити сім'ю Каневичів, влаштувати особисте життя. Вона володіє засобами психологічного впливу, легко впливає на думки Корнія, постійно говорить йому про важливість самовіддачі заради мистецтва.

## Видання п’єси

### Прижиттєві видання
- Винниченко, Володимир. Чорна Пантера і Білий Медвідь. П’єса на 4 дії / Володимир Винниченко // Лїтературно-науковий вістник. — 1911 (річник XIV, т. LIV). — кн. VI (за червень). — С. 385-431.
- Винниченко Володимир. Чорна Пантера і Білий Медвідь. П’єса на 4 дії. — Київ: “Дзвін”, 1918. — 56 с.
- Винниченко Володимир. Чорна Пантера і Білий Медвідь // Твори, Т. 13. Драматичні твори. До друку зібрав Т. Черкаський. — Київ: “Рух”, 1927. — 202 с.
- Винниченко Володимир. Чорна Пантера і Білий Медвідь // Твори. Т. 13 : Драматичні твори / В. Винниченко. — 2-ге вид. — Київ : Книгоспілка : Рух, 1930. — 202 с.

### Найважливіші сучасні видання
- Винниченко Володимир. Чорна Пантера і Білий Медвідь // Вибрані п’єси / Упоряд.: М. Г. Жулинський, В. А. Бурбела; Авт. вступ. ст. М. Г. Жулинський. — К.: Мистецтво, 1991. — 605 с.
- Винниченко Володимир. Чорна Пантера і Білий Медвідь // Оповідання: Слово за тобою, Сталіне!: Роман, Чорна Пантера і Білий Медвідь: П’єса. — К.: Наукова думка, 1999. — 440 с. — (Сер. "Б-ка школяра").
- Винниченко Володимир. Чорна Пантера і Білий Медвідь // Вибрані п’єси : у 2 т. Т. 1. Memento ; Базар ; Брехня ; Співочі товариства ; Чорна Пантера і Білий Медвідь / вступ. ст. М. Жулинського. — Київ : Мистецтво, 2008. — 336 с.

### Переклади
П'єса існує в (авто)перекладі (?) російською мовою (1917), Ґустава Шпехта німецькою мовою (1922), К. Крала чеською мовою (1922), Юрія Ткача (2020) та Джорджа Мігайчука (2021) англійською мовою.

## Постановки та екранізації
Постановки
11 серпня 2022 року на малій сцені Хмельницького обласного українського музично-драматичного театру імені Михайла Старицького відбулася прем'єра вистави "Рита" за п'єсою Володимира Винниченка "Чорна Пантера і Білий Медвідь". Ідейною натхненницею та режисеркою проєкту стала Дарка Пасічник. Це перша офіційна постановка цього твору на теренах України з часів прем'єри у Молодому театрі (режисер – Лесь Курбас) 24 вересня 1917 року. 
Екранізації
Найперша екранізація п'єси, російська німа кінострічка «Сходи диявола» (рос. Лестница дьявола) виробництва Т-ва «И. Ермольев» — «салонна драма з залаштункового життя цирку…», була знята не точно за текстом, а за її мотивами, на сценарій Олександра Аркатова. Сам фільм, можливо, декадентського характеру, не зберігся. Відомо, що він вийшов на екрани 18 лютого 1918 року. Режисерував Георгій Азагаров. За сюжетом, «Чорна Пантера» на ім’я Андрієнна (Віра Чарова) виступала актрисою цирку. У ролі її чоловіка фігурує «художник Брандес», аналог митця Корнія Каневича, у виконанні Петра Бакшеєва. Вочевидь, також було збережено центральну лінію з «полотном смерті», якому приносять у жертву немовля. Натомість заголовний образ «Сходів диявола» лишається непроясненим. У фільмі також зіграли Ольга Кондорова (мати «Пантери»), Віра Орлова («Сніжинка»), Микола Панов (критик Маттен – вочевидь, аналог спокусника Мулена у п’єсі), В. Мак в епізодичній ролі штангіста. 
Відомо, що того самого року екранізувати п'єсу також мали на найпершій українській студії «Українфільма» у рамках програмної українізації модерної культури, і режисер Сигізмунд Веселовський ставив «Чорну Пантеру» у перелік творів Винниченка до постановки разом з іще однією драмою письменника «Брехня», проте жодна з них так реалізована і не була.
За словами кінодослідниці й культурологині Ольги Кирилової, «Чорну Пантеру» виробництва компанії «Russo-Film GmbH» можна назвати «шедевром німецького експресіонізму». Сценарій «Чорної Пантери» писав Ганс Яновіц, щойно завершивши роботу над головним шедевром німецького експресіонізму «Кабінет доктора Каліґарі», химерно-моторошний сюжет якого він не вигадав, а прожив, за його власним зізнанням. Допомагав йому Йоганнес Ґутер. Публікація німецькомовного сценарію «Die Schwarze Pantherin» (автори: Hans Janowitz und Dr. Johannes Guter) відбулася 1921 року в журналі «Illustrierter Film-kurier» (№ 73). Це ставить під питання, з огляду на декілька екранізацій «Чорної Пантери», чи існувала авторська сценарна обробка цієї п’єси, чи могла вона бути реалізованою хоч в одній з постановок. Микола Сорока у своєму монографічному дослідженні про Винниченка, виданому в Канаді, пише про існування авторського сценарію «Чорна Пантера», стверджуючи, проте, що саме він був покладений в основу німецького фільму «Die Schwarze Pantherin». Прем'єра відбулася 14 жовтня 1921 року.
У 1990 році на студії «Укртелефільм» було здійснено останню на часі екранізацію п'єси — «Чорна пантера та Білий ведмідь» (режисер — Олег Бійма).

### Філологічні дослідження і літературна критика про п'єсу
- Бабченко Я. Традиції символізму в драматургії В. Винниченка (на матеріалі п' єс "Чорна пантера і Білий ведмідь" та "Брехня") [Текст] / Я. Бабченко // Наукові записки Кіровоградського державного педагогічного університету імені Володимира Винниченка : збірник наукових праць. — Кіровоград : РВВ КДПУ ім В. Винниченка, 2012. — Вип. 110 : Художня література і кінематограф: проблеми інтерактивності: Матеріали Всеукраїнської наукової конференції 4-7 квітня 2012 р. — С. 163-165.
- Білоус В. Проблема митця та мистецтва у драматургії Володимира Винниченка / В. Білоус // Наукові записки [Кіровоградського державного педагогічного університету імені Володимира Винниченка]. Сер. : Філологічні науки. — 2010. — Вип. 92. — С. 288-293.
- Богданова Л. Амбівалентність перцепції материнства у творах Володимира Винниченка / Л. Богданова // Наукові записки [Кіровоградського державного педагогічного університету імені Володимира Винниченка]. Сер. : Філологічні науки. — 2010. — Вип. 92. — С. 3-10.
- Громко Т. Росіянізми у творчості В. Винниченка / Т. Громко, Р. Стецюк // Наукові записки [Кіровоградського державного педагогічного університету імені Володимира Винниченка]. Сер. : Філологічні науки. — 2010. — Вип. 92. — С. 299-306.
- Лимаренко А. Особливості функціонування звукових образів у драмах В. Винниченка "Memento" і "Чорна пантера та білий медвідь" / А. Лимаренко // Наукові записки [Кіровоградського державного педагогічного університету імені Володимира Винниченка]. Сер. : Філологічні науки. — 2010. — Вип. 92. — С. 137-143.
- Макарова Т. Модель щасливої родини у драматургії В. Винниченка / Т. Макарова // Наукові записки [Кіровоградського державного педагогічного університету імені Володимира Винниченка]. Сер. : Філологічні науки. — 2010. — Вип. 92. — С. 151-159.
- Матвєєва Т., Рудаченко А. Архетипні первні «другої реальності» (за п’єсами «Memento», «Чорна Пантера і Білий Медвідь» В. Винниченка) // Вісник Харківського національного університету імені В. Н. Каразіна. Серія «Філологія». — 2020. — № 85. — С. 22-29.
- Назаренко Михаил. Охота на черную пантеру (Набоков и Винниченко) / Михаил Назаренко // Русская литература. Исследования: Сб. науч. трудов. — Вып. V. — К.: ИПЦ «Киевский Университет», 2004. — С. 192–201.
- Попович Н. Ф. Особливості номінації персонажів у п'єсах В. Винниченка // Zbiór artykułów naukowych. “Filologia, socjologia i kulturoznawstwo. Naukowe Wyszukaj” — Warszawa: Wydawca: Sp. z o.o. «Diamond trading tour», 2015. — Cz. 10. — S. 7-10
- Починок Л. І. Драма В. Винниченка "Чорна Пантера і Білий Медвідь" у світлі християнських істин / Л. І. Починок // Іван Огієнко і сучасна наука та освіта. Сер. : Історична та філологічна. — 2013. — Вип. 10. — С. 124-127.
- Тарасенко О. Д. Мовні засоби контрасту та їх експресивне значення (на матеріалі п’єси Володимира Винниченко "Чорна пантера і білий медвідь”) / О. Д. Тарасенко // Наукові праці Кам'янець-Подільського національного університету імені Івана Огієнка. Філологічні науки. — 2009. — Вип. 20. — С. 654-657.
- Тхорук Р. Ідентичність художника у традиції поваги до материнства (за драмою “Чорна Пантера і Білий Медвідь” В. Винниченка) / Р.Тхорук // Наукові записки Бердянського державного педагогічного університету. Серія: Філологічні науки : [зб. наук. ст.] / [гол. ред. В. А. Зарва]. — Мелітополь : Видавничий будинок ММД, 2018. — Вип. 17. — С.140-149
- Яцків Н.Я. Типологія онтологічного конфлікту художника (на матеріалі романів братів Ґонкурів «Манетта Саломон», Е. Золя «Творчість» та драми В. Винниченка «Чорна Пантера і Білий Медвідь») / Н. Я. Яцків // Zbiór artykułów naukowych. “Filologia, socjologia i kulturoznawstwo. Naukowe Wyszukaj” — Warszawa: Wydawca: Sp. z o.o. «Diamond trading tour», 2015. — Cz. 10. — S. 34-39
- Stasiuk, Bohdan. Most Recent Volodymyr Vynnychenko in English: Review of the Black Panther and Polar Bear’s First Translation / Bohdan Stasiuk // Наукові записки. — Випуск 187. — Серія: Філологічні науки. — Кропивницький: Видавництво «КОД», 2020. — С. 574 — 581.

### Театральні постановки та екранізації
- Гринишина М. В. Винниченко. «Чорна Пантера і Білий Медвідь» // Український театр ХХ століття: Антологія вистав / За заг. ред. М. Гринишиної; Ін-т проблем сучасн. мист-ва НАМ України. — К.: Фенікс, 2012. — с. 131-144.
- Кирилова О. О. Володимир Винниченко: "кінодекадент у вишиванці" (культурна історія екранізацій — 1917–2014 рр.) / О. О. Кирилова // Магістеріум. Культурологія. — 2017. — Вип. 68. — С. 58-66.
- Кирилова О. О. Два кіносюжети декадансу: 1921 рік ("Корабель" Ґ. д'Аннунціо та "Чорна Пантера" В. Винниченка) / О. О. Кирилова // Магістеріум. Культурологія. — 2018. — Вип. 71. — С. 61-66.
- Кравчук П. Драматургія Володимира Винниченка у сценічних інтерпретаціях Гната Юри / П. Кравчук // Вісник Львівського університету. Серія : Мистецтвознавство. — 2008. — Вип. 8. — С. 27-38.
- Фотоматеріали різноманітних постановок п'єси та їх афіші // Державний Центр театрального мистецтва імені Леся Курбаса.
- Rudnytzky L. І. The disinherited dramatist on the reception of Vynnyčenko’s plays in Germany / L. І. Rudnytzky // Прикарпатський вісник НТШ. Слово. — 2019. — № 2. — С. 175-187.